# Вулиця Лейбніца
Ву́лиця Ле́йбніца — вулиця в Деснянському районі міста Києва, котеджне селище Деснянське. Пролягає від вулиці Миколи Гришка до Радосинської вулиці.
Прилучаються вулиці Василя Сухомлинського, Миколи Плахотнюка, Лозовий, Вербний, Десенський, Степовий провулки та вулиця Андрія Сови.

## Історія
Сформувалася на початку 2010-х років як одна з вулиць котеджного селища Деснянське, 2011 року отримала назву вулиця Олександра Даля. 2022 року пропонувалося перейменувати вулицю на честь уродженця теперішнього українського міста Луганськ, письменника та науковця Володимира Даля, проєкт перейменування було відхилено.
Сучасна назва на честь німецького математика та філософа Готфріда Вільгельма Лейбніца — з 2023 року